# F.B.I. oggi
F.B.I. oggi (Today's F.B.I.) è una serie televisiva statunitense in 18 episodi trasmessi per la prima volta nel corso di una sola stagione dal 1981 al 1982. 
È il remake della serie televisiva F.B.I. (1965-1974, 240 episodi). A differenza della serie originale, che è stata trasmessa per nove stagioni, F.B.I. oggi andò in onda per soli 18 episodi (dopo un film per la televisione pilot) sulla ABC nel corso della stagione 1981-1982.

## Trama
Ben Slater è un agente veterano da oltre vent'anni al servizio dell'FBI che fa da mentore a quattro giovani colleghi, Nick Frazier, Maggie Clinton, Al Gordean e Dwayne Thompson. La squadra deve indagare in casi che coinvolgono l'FBI. Come la serie originale, F.B.I. oggi è basata su casi reali provenienti dai file del Federal Bureau of Investigation, e l'FBI stessa è stata coinvolta nella realizzazione. 

## Personaggi e interpreti
- Ben Slater (18 episodi, 1981-1982), interpretato da Mike Connors.
È un agente veterano dell'FBI.
- Nick Frazier (17 episodi, 1981-1982), interpretato da Joseph Cali.
È un agente dell'FBI abile ad infiltrarsi e nei camuffamenti.
- Maggie Clinton (17 episodi, 1981-1982), interpretata da Carol Potter.
È un agente dell'FBI psicologa e abile tiratrice.
- Al Gordean (17 episodi, 1981-1982), interpretato da Rick Hill.
È un agente dell'FBI, con una notevole agilità che gli permette di arrampicarsi facilmente.
- Dwayne Thompson, interpretato da Harold Sylvester.
È un agente dell'FBI, in precedenza aveva servito la Marina Militare.
- Marty Benson, interpretato da Johnny Seven.

## Produzione
La serie fu prodotta da Columbia Pictures Television e David Gerber Productions. Le musiche furono composte da Elmer Bernstein.
Secondo Michele Malach del Fort Lewis College , la serie ha proposto un ritratto più positivo dell'FBI usando protagonisti con caratteristiche diverse a differenza di come vengono rappresentati gli agenti con in media successivi, come Point Break , Betrayed e The X-Files, con la raffigurazione di "una burocrazia rigida, dogmatica e inumana" . Tuttavia gli spettatori non hanno gradito né l'immagine né la serie, suggerendo una cancellazione della stessa. 

### Registi
Tra i registi della serie sono accreditati:
- Harvey S. Laidman in 2 episodi (1981-1982)
- Stan Jolley
- Virgil W. Vogel

## Distribuzione
La serie fu trasmessa negli Stati Uniti dal 25 ottobre 1981 al 26 aprile 1982 sulla rete televisiva ABC. In Italia è stata trasmessa con il titolo F.B.I. oggi.

## Episodi
| Stagione       | Episodi | Prima TV USA |
| -------------- | ------- | ------------ |
| Prima stagione | 18      | 1981-1982    |